# Isole di Kjellman
Le isole di Kjellman (in russo Острова Челльмана, ostrova Čell'mana) sono un gruppo di isole russe che fanno parte dell'arcipelago degli isolotti di Minin e sono bagnate dal mare di Kara.
Amministrativamente fanno parte del distretto di Tajmyr del Territorio di Krasnojarsk, nel Circondario federale della Siberia.

## Geografia
Le isole sono situate nella parte centro-meridionale del mare di Kara, lungo la costa occidentale della penisola del Tajmyr, a ovest-nord-ovest della penisola di Minin (полуостров Минина, polyostrov Minina) e a ovest della baia di Minin (бухта Минина, buchta Minina). Formano il gruppo centrale dell'arcipelago degli isolotti di Minin, e sono comprese tra le isole Plavnikovye a sud e Kolosovych, con le sue isole adiacenti, a nord-est.
Si tratta di 13 isole distanti, nel punto più ravvicinato, poco più di 300 m dalla terraferma. Questo punto si trova tra l'isola Cirkul'e la penisola Severnyj (полуостров Северный, poluostrov Severnyj), che è parte della più vasta penisola di Minin. Cirkul'e Olenij, le due isole maggiori, sono separate dallo stretto di Škol'nikov (пролив Школьникова, proliv Škol'nikova), mentre Skalistyj, l'isola più a sud, è separata dal resto del gruppo dallo stretto di Chmyznikov (пролив Хмызникова, proliv Chmiznikova). Sull'isola Olenij si raggiunge l'altezza massima di 64 m s.l.m.

Fanno parte della Riserva naturale del Grande Artico.
Le isole prendono il nome dal botanico svedese Frans Reinhold Kjellman, noto per le sue ricerche sulle alghe dell'Artico. Nel 1878 ha partecipato alla spedizione polare russo-svedese guidata da Adolf Erik Nordenskiöld sulla nave Vega.

## Le isole
- Isola Cirkul’ (остров Циркуль, in italiano "isola compasso"), la seconda per grandezza e la più vicina alla terraferma. È un'isola allungata in direzione nord-sud, dalla forma irregolare. Misura 7,7 km[1] di lunghezza e 7,7 km[1] di larghezza massima nella parte meridionale. La larghezza comprende una penisola che si trova nel sud-est, collegata al corpo principale da un istmo. Un'altra penisola si allunga nel nord-est, creando una piccola baia. L'altezza massima è di 38 m s.l.m., nel sud.
Sono presenti 5 corsi d'acqua e una decina di piccoli laghi, la maggior parte concentrata nella penisola nord-orientale; il più grande si trova comunque all'estremità nord-occidentale. 74°50′05.54″N 85°50′20.14″E
- Isola Torosovyj (о. Торосовый; "banchina"), la più settentrionale del gruppo, è un'isoletta 2 km[1] a nord di Cirkul'. Ha una forma rotondeggiante, con un diametro di circa 500 m;[1] nel nord c'è un piccolo promontorio. L'elevazione massima è di 7 m. 74°53′42.4″N 85°55′26.66″E
- Isola Dlinnyj (о. Длинный; "lunga"), 3,3 km[1] a nord-ovest di Cirkul' e separata da questa dallo stretto Obi Počtalion (пролив Оби Почталион). Come indica il nome, è un'isola allungata in direzione ovest-est, lunga 5,3 km e larga 1,1 km.[1] L'altezza massima è di 15 m nella parte orientale. 74°52′28.92″N 85°37′04.18″E
- Isola Mysovoj (о. Мысовый; "del promontorio"), 2 km a sud di Dlinnyj e 3 km[1] ad ovest di Cirkul', è un'isola allungata che si sviluppa da sud-ovest a nord-est. Misura circa 3,3 km[1] di lunghezza e 900 m[1] di larghezza massima nella parte meridionale. Il punto più alto è di 14 m. 74°50′14.59″N 85°37′48.68″E
- Isola Diabazovyj (о. Диабазовый; "di diabase"), 8,2 km[1] ad ovest di Dlinnyj, è un'isola leggermente curva che si sviluppa da sud-ovest a nord-est. È lunga circa 4,3 km e larga 1,3 km nella parte centrale.[1] All'estremità orientale ci sono due piccoli isolotti senza nome. Sull'isola sono presenti 4 laghi; l'altezza massima è di 10 m. 74°51′39.87″N 85°11′51.36″E
- Isola Ploskij (о. Плоский; "piatta"), 2,6 km[1] a nord di Olenij, è un'isola allungata in direzione ovest-est. Misura 2,7 km di lunghezza e 850 m di larghezza;[1] l'altezza massima è di 10 m. 74°48′07.73″N 85°16′28.22″E
- Isola Olenij (о. Олений; "del cervo"), la maggiore del gruppo e quella con l'elevazione massima (64 m). Ha una forma irregolare, con una lunghezza di circa 17 km e una larghezza massima di 9 km nella parte centrale.[1] Lungo la costa meridionale si aprono la baia Olen'ja (бухта Оленья) e la baia di Urvancev (бухта Урванцева); un'altra si apre lungo la costa settentrionale. Ci sono due piccoli isolotti senza nome all'estremità occidentale e un terzo a metà della costa settentrionale.
Sono presenti numerosi piccoli fiumi a carattere stagionale, la maggior parte dei quali nasce dal punto più elevato; altri nascono dal monte Olen'ja (гора Оленья), alto 49 m, nella parte occidentale. Sull'isola ci sono anche 8 piccoli laghi. 74°45′39.78″N 85°29′54.07″E
- Isola Skalistyj (о. Скалистый; "rocciosa"), la più meridionale, accanto alla punta ovest della penisola di Minin. Si trova 3,4 km[1] a sud di Olenij. Misura 1,8 km di lunghezza e 1,35 km di larghezza.[1] Ha un'altezza massima di 19 m. 74°39′20.36″N 85°42′05.76″E